# Шчећинек
Шчећинек (пољ. Szczecinek) је град у Пољској у Војводству Западно Поморје у Повјату шћећинском. Према попису становништва из 2011. у граду је живело 40.787 становника.

## Становништво
Према прелиминарним подацима са пописа, у граду је 2011. живело 40.787 становника.
| 2002.  | 2011.  | 2012.  |
| ------ | ------ | ------ |
| 39.328 | 40.787 | 40.723 |

## Партнерски градови
- Нојштрелиц
- Bergen op Zoom
- Noyelles-sous-Lens
- Седерхамн